# Schaakvereniging Haaksbergen Eibergen Combinatie
Schaakvereniging Haaksbergen Eibergen Combinatie (SV H.E.C.), is een fusieclub die ontstaan is uit SV Haaksbergen (opgericht 1936) en SV Eibergen (1968).
Aan het einde van het seizoen 2004-2005 nam SV Eibergen het initiatief om te komen tot een samenwerking tussen de beide verenigingen. Met ingang van het seizoen 2005-2006 werden de interne competities van beide verenigingen samengevoegd en werd er onder de naam SV H.E.C. gezamenlijk deelgenomen aan de SBO (Schaakbond Overijssel) competitie, alwaar het eerste team in de 1e klasse uitkwam. Het team promoveerde direct en kwam daarna 6 jaar lang uit in de hoogste klasse van de SBO, de promotieklasse. In 2008 werd de oorspronkelijke samenwerking definitief notarieel vastgelegd en was de fusie, en daarmee het ontstaan van SV HEC, een voldongen feit.
De heer T.Aalbers heeft de meeste clubkampioenschappen op zijn naam staan.

## Lijst van clubkampioenen
| Naam kampioen    | Seizoen     | Land van herkomst |
| ---------------- | ----------- | ----------------- |
| SV HEC:          |             |                   |
| S.Fokkink        | 2024-2025   | Nederland         |
| S.Fokkink        | 2023-2024   | Nederland         |
| V.Vleeming       | 2022-2023   | Nederland         |
| V.Vleeming       | 2021-2022   | Nederland         |
| ----------       | 2020-2021** | Nederland         |
| G.de Lange       | 2019-2020*  | Nederland         |
| G.de Lange       | 2018-2019   | Nederland         |
| M. Aljndi        | 2017-2018   | Syrië             |
| M. Aljndi        | 2016-2017   | Syrië             |
| T.Aalbers        | 2015-2016   | Nederland         |
| V.Vleeming       | 2014-2015   | Nederland         |
| T.Aalbers        | 2013-2014   | Nederland         |
| T.Aalbers        | 2012-2013   | Nederland         |
| T.Aalbers        | 2011-2012   | Nederland         |
| R.Stevens        | 2010-2011   | Nederland         |
| B.Bremer         | 2009-2010   | Nederland         |
| P.van Noppen     | 2008-2009   | Nederland         |
| T.Aalbers        | 2007-2008   | Nederland         |
| T.Aalbers        | 2006-2007   | Nederland         |
| T.Aalbers        | 2005-2006   | Nederland         |
| SV Haaksbergen:  |             |                   |
| T.Aalbers        | 2004-2005   | Nederland         |
| G.de Lange       | 2003-2004   | Nederland         |
| T.Aalbers        | 2002-2003   | Nederland         |
| T.Aalbers        | 2001-2002   | Nederland         |
| T.Aalbers        | 2000-2001   | Nederland         |
| T.Aalbers        | 1999-2000   | Nederland         |
| W.Leuvelink      | 1998-1999   | Nederland         |
| J.van der Staaij | 1997-1998   | Nederland         |
| T.van Nispenrode | 1996-1997   | Nederland         |
| T.van Nispenrode | 1995-1996   | Nederland         |
| T.van Nispenrode | 1994-1995   | Nederland         |
| T.van Nispenrode | 1993-1994   | Nederland         |
| T.van Nispenrode | 1992-1993   | Nederland         |
| W.Leuvelink      | 1991-1992   | Nederland         |
| W.Leuvelink      | 1990-1991   | Nederland         |
| H.Hubers         | 1983-1984   | Nederland         |
| Dhr Heringa      | 1970-1971   | Nederland         |
| Dhr Botterhuis   | 1968-1969   | Nederland         |
| Dhr Botterhuis   | 1967-1968   | Nederland         |
| Dhr Ter Braak    | 1966-1967   | Nederland         |
| Dhr Jansen       | 1964-1965   | Nederland         |
| Dhr Jansen       | 1962-1963   | Nederland         |
| Dhr Jansen       | 1960-1961   | Nederland         |
| Dhr Jansen       | 1959-1960   | Nederland         |
| H.Ter Riet       | 1954-1955   | Nederland         |
| H.Ter Riet       | 1953-1954   | Nederland         |
| H.Meinderink     | 1952-1953   | Nederland         |
| H.Meinderink     | 1951-1952   | Nederland         |
| B.Ten Vaarwerk   | 1948-1949   | Nederland         |
| B.Ten Vaarwerk   | 1947-1948   | Nederland         |
| B.Ten Vaarwerk   | 1942-1943   | Nederland         |
| B.Ten Vaarwerk   | 1941-1942   | Nederland         |
| B.Ten Vaarwerk   | 1940-1941   | Nederland         |
| G.Hueting        | 1938-1939   | Nederland         |
| B.Ten Vaarwerk   | 1937-1938   | Nederland         |

Uitleg * = seizoen 2019-2020 werd niet uitgespeeld vanwege het coronavirus. G.de Lange is na 18 van de 24 rondes uitgeroepen tot clubkampioen omdat hij op dat moment het klassement aanvoerde.
Uitleg ** = seizoen 2020-2021 werd geen interne competitie gespeeld vanwege het coronavirus en daarom is er dat seizoen geen clubkampioen.

## Lijst van jeugdclubkampioenen
| Naam kampioen       | Seizoen   | Land van herkomst |
| ------------------- | --------- | ----------------- |
| SV HEC:             |           |                   |
| Ruben Eindhoven     | 2024-2025 | Nederland         |
| Kalle Bolster       | 2023-2024 | Nederland         |
| * ------            | 2022-2023 | Nederland         |
| Brent Aalbers       | 2021-2022 | Nederland         |
| Jurre Vereiken      | 2020-2021 | Nederland         |
| Jurre Vereiken      | 2019-2020 | Nederland         |
| Jurre Vereiken      | 2018-2019 | Nederland         |
| Timon van der Heide | 2017-2018 | Nederland         |
| Jurre Vereiken      | 2016-2017 | Nederland         |

In het * Seizoen 2022 - 2023 kon door tijdsgebrek de play-offs niet worden uitgespeeld.